# Jan Kiełłpsz
Jan Kiełłpsz, ps. „Kuba”, „Wrzos” (ur. 12 lipca 1900 w Sichowie Dużym, zm. 7 lipca 1920 pod Hlewinem) – podporucznik piechoty Wojska Polskiego, działacz niepodległościowy, skaut i harcerz.

## Życiorys
Urodził się 12 lipca 1900 w Sichowie Dużym, w ówczesnym powiecie stopnickim guberni kieleckiej, w rodzinie Aleksandra i Józefy. Był bratem Stefanii po mężu Trębickiej, ps. „Orężanka”, także harcerki i działaczki niepodległościowej, odznaczonej Medalem Niepodległości.
1 września 1911 do 1918 był uczniem Szkoły Lubelskiej. Przed I wojną światową wstąpił do II drużyny skautowej im. Zawiszy Czarnego w Lublinie, która została zorganizowana przez uczniów Szkoły Lubelskiej. W 1915 miał wstąpić do Legionów Polskich. W 1916 został zastępowym wspomnianej drużyny skautowej, która w tym samym roku została II drużyną Związku Harcerstwa Polskiego. W 1917 lub 1918 był komendantem batalionu Wojskowej Kadry Szkolnej w Lublinie. Następnie wstąpił do Wojska Polskiego. Od 3 stycznia do 21 marca 1919 był uczniem klasy „L” Szkoły Podchorążych w Warszawie. 1 kwietnia 1919 Naczelny Wódz mianował go podporucznikiem w piechocie i przydzielił do Inspektoratu Szkolnictwa. W czasie wojny z bolszewikami walczył w szeregach 3 pułku piechoty Legionów. Poległ 7 lipca 1920 pod Hlewinem nad Berezyną.

## Ordery i odznaczenia
- Krzyż Niepodległości – pośmiertnie 15 czerwca 1932 „za pracę w dziele odzyskania niepodległości”[21][2][22]
- Krzyż Walecznych[23]